# Ledamöter av Europaparlamentet från Sverige 2014–2019
Det här är en lista över de 20 ledamöter som valdes in för Sverige i valet till Europaparlamentet i maj 2014 för mandatperioden 2014–2019. 
| Namn                                                            |  | Svenskt parti          | Partigrupp   | Kommun     | Födelseår | Bild | Utskott                               | Kommentar                                                |
| --------------------------------------------------------------- |  | ---------------------- | ------------ | ---------- | --------- | ---- | ------------------------------------- | -------------------------------------------------------- |
| Lars Adaktusson (Ersatt av Anders Sellström den 3 oktober 2018) |  | Kristdemokraterna      | EPP          | Stockholm  | 1955      |      | AFET (TRAN)                           | Ledamot 2014–oktober 2018                                |
| Max Andersson                                                   |  | Miljöpartiet           | De gröna/EFA | Göteborg   | 1973      |      | JURI (AFCO)                           | Ledamot 2014–2019 (Lämnade Miljöpartiet i februari 2019) |
| Malin Björk                                                     |  | Vänsterpartiet         | GUE/NGL      | Bryssel    | 1972      |      | LIBE (AFET)                           | Ledamot 2014–2019                                        |
| Anna Maria Corazza Bildt                                        |  | Moderaterna            | EPP          | Stockholm  | 1963      |      | IMCO (vice ordförande) FEMM (LIBE)    | Ledamot 2009–2019                                        |
| Linnéa Engström                                                 |  | Miljöpartiet           | De gröna/EFA | Stockholm  | 1981      |      | PECH (vice ordförande) (ENVI), (FEMM) | Ledamot oktober 2014–2019                                |
| Peter Eriksson (Ersatt av Jakop Dalunde i maj 2016)             |  | Miljöpartiet           | De gröna/EFA | Kalix      | 1958      |      | ITRE (AGRI)                           | Ledamot 2014–maj 2016                                    |
| Jakop Dalunde                                                   |  | Miljöpartiet           | De gröna/EFA | Stockholm  | 1984      |      | ITRE (AGRI)                           | Ledamot maj 2016–2019                                    |
| Fredrick Federley                                               |  | Centerpartiet          | ALDE         | Botkyrka   | 1978      |      | ITRE (AGRI)                           | Ledamot 2014–2019                                        |
| Christofer Fjellner                                             |  | Moderaterna            | EPP          | Stockholm  | 1976      |      | INTA (BUDG)                           | Ledamot 2004–2019                                        |
| Aleksander Gabelic                                              |  | Socialdemokraterna     | S&D          | Stockholm  | 1965      |      | REGI (INTA)                           | Ledamot april 2018–2019                                  |
| Jytte Guteland                                                  |  | Socialdemokraterna     | S&D          | Stockholm  | 1979      |      | ENVI (JURI)                           | Ledamot 2014–2019                                        |
| Anna Hedh                                                       |  | Socialdemokraterna     | S&D          | Mörbylånga | 1967      |      | REGI (LIBE)                           | Ledamot 2004–2019                                        |
| Gunnar Hökmark                                                  |  | Moderaterna            | EPP          | Stockholm  | 1952      |      | ECON (ITRE)                           | Ledamot 2004–2019                                        |
| Olle Ludvigsson                                                 |  | Socialdemokraterna     | S&D          | Öckerö     | 1948      |      | ECON (ITRE)                           | Ledamot 2009–2019                                        |
| Peter Lundgren                                                  |  | Sverigedemokraterna    | EFDD         | Gnosjö     | 1963      |      | TRAN (AGRI)                           | Ledamot 2014–2019                                        |
| Isabella Lövin (Ersatt av Linnéa Engström i oktober 2014)       |  | Miljöpartiet           | De gröna/EFA | Värmdö     | 1963      |      | PECH (vice ordförande) (ENVI)         | Ledamot 2009–oktober 2014                                |
| Jens Nilsson (Ersatt av Aleksander Gabelic i april 2018)        |  | Socialdemokraterna     | S&D          | Östersund  | 1948      |      | TRAN (IMCO)                           | Ledamot december 2011–mars 2018                          |
| Marit Paulsen (Ersatt av Jasenko Selimović i september 2015)    |  | Liberalerna            | ALDE         | Malung     | 1939      |      | AGRI (ENVI)                           | Ledamot 1999–2004, 2009–september 2015                   |
| Soraya Post                                                     |  | Feministiskt initiativ | S&D          | Göteborg   | 1956      |      | LIBE (AFET)                           | Ledamot 2014–2019                                        |
| Jasenko Selimović                                               |  | Liberalerna            | ALDE         | Göteborg   | 1968      |      | AGRI (ENVI)                           | Ledamot september 2015–2019                              |
| Anders Sellström                                                |  | Kristdemokraterna      | EPP          | Umeå       | 1964      |      | AFET (TRAN)                           | Ledamot oktober 2018–2019                                |
| Marita Ulvskog                                                  |  | Socialdemokraterna     | S&D          | Solna      | 1951      |      | EMPL (vice ordförande) (INTA)         | Ledamot 2009–2019                                        |
| Bodil Valero                                                    |  | Miljöpartiet           | De gröna/EFA | Axmar bruk | 1958      |      | LIBE (AFET)                           | Ledamot 2014–2019                                        |
| Cecilia Wikström                                                |  | Liberalerna            | ALDE         | Uppsala    | 1965      |      | PETI (ordförande) (JURI)              | Ledamot 2009–2019                                        |
| Kristina Winberg                                                |  | Sverigedemokraterna    | EFDD         | Jönköping  | 1965      |      | LIBE (AFCO)                           | Ledamot 2014–2019                                        |